# Anemia sideroblástica
Anemia sideroblástica ou anemia refratária com sideroblastos em anel (do grego antigo, sídēros, ferro, e blastós, célula precursora) é uma anemia causada pela ineficiente produção de hemoglobina, apesar de uma dieta com ferro suficiente. Por não ser adequadamente usado para sintetizar hemoglobina, o ferro se acumula nas mitocôndrias ao redor do núcleo das células precursoras dos glóbulos vermelhos (eritroblastos) formando sideroblastos em anel. Pode ser genética ou parte de uma síndrome mielodisplástica. 

## Causas

### Hereditárias
Os tipos de anemia sideroblástica congênitas são:
- Anemia sideroblástica ligada ao cromossomo X (ASLX): causada por mutações do gene do ácido delta-aminolevulínico sintetase 2 (ALAS2) específico para o eritróide. É a causa hereditária mais comum.[2]
- Anemia sideroblástica autossômica recessiva: causada por mutações no gene SLC25A38, responsável pela produção de uma proteína de transporte mitocondrial de glicina, necessária para a síntese de heme. É a segunda anemia sideroblástica hereditária mais comum e produz uma anemia severa.[3]
- Associada a Síndrome de Wolfram: A síndrome de Wolfram 1 é caracterizada por Diabetes Mellitus, atrofia óptica e surdez, que pode também ter diabetes insípida(tipo 1) ou não (tipo 2).

### Adquiridas
Existem muitas possíveis causas adquiridas:
- Alcoolismo crônico (causa mais comum).
- Condições inflamatórias: artrite reumatoide.
- Envenenamento com chumbo ou zinco.[5]
- Toxicidade farmacológica: cloranfenicol, cicloserina, isoniazida.
- Anemia hemolítica.
- Deficiências nutricionais de cobre ou vitamina B6, especialmente em síndromes de má-absorção.
- Doenças autoimunes: Lúpus eritematoso sistêmico e hipotireoidismo autoimune.
- Outras: Hipotermia e hemodialise.

Doenças da medula óssea
A anemia sideroblástica também pode ocorrer secundária a outras doenças da medula óssea, incluindo:
- Mielodisplasia
- Mieloma
- Policitemia vera
- Mielosclerose
- Leucemia

### Fisiopatologia
Trata-se de uma anemia refratária com glóbulos vermelhos hipocrômicos (descolorados) no sangue periférico e aumento do ferro na medula óssea. Caracteriza-se pela presença de muitos sideroblastos em anel, na medula óssea. Esses eritroblastos anormais contêm numerosos grânulos de ferro arranjados ao redor do núcleo. Em eritroblastos normais existem poucos grânulos de ferro estão distribuídos aleatoriamente e mais ferro nas hemoglobinas. Por um consenso internacional, a anemia sideroblástica só pode ser diagnosticada apenas quando há 5 ou mais grânulos de ferro em anel.
O processo de síntese do ferro é realizado dentro das mitocôndrias, assim qualquer defeito mitocondrial pode interferir no processo, levando a um déficit na sínteses de hemoglobina e um acúmulo do ferro na mitocôndria. O heme inibe a captação de ferro, mas como não se está produzindo muito heme, a célula continua a absorver mais e mais ferro sem ser inibida.
A anemia sideroblástica é classificada em diferentes tipos e o elo comum consiste em um defeito na síntese do heme. Nas formas hereditárias é caracterizada por marcante hipocromia e quadro hematológico micrótico. As mutações mais comuns ocorrem no gene da sintetase do ácido δ-aminolevulínico (ALA-S) que se situa no cromossomo X. O piridoxal-6-fosfato é uma coenzima da ALA-S. Outros tipos raros incluem defeitos mitocondriais tiamina-resposivas e outros defeitos autossômicos. A forma primária adquirida mais comum é um subtipo de mielodisplasia. Também é chamada de "anemia refratária com sideroblastos em anel".

## Sinais e sintomas
Similar a outras anemias os sintomas comuns são:
- Exaustão (Fatiga),
- Dificuldade respiratória(Dispneia),
- Sensação de fraqueza(Astenia),
- Dores no peito após esforço (angina),
- Palidez ou pele amarelada,
- Aumento do baço (esplenomegalia) e/ou do fígado (hepatomegalia).

Se não tratada o acúmulo de ferro causa danos cardíacos, hepáticos e insuficiência renal.

## Diagnóstico

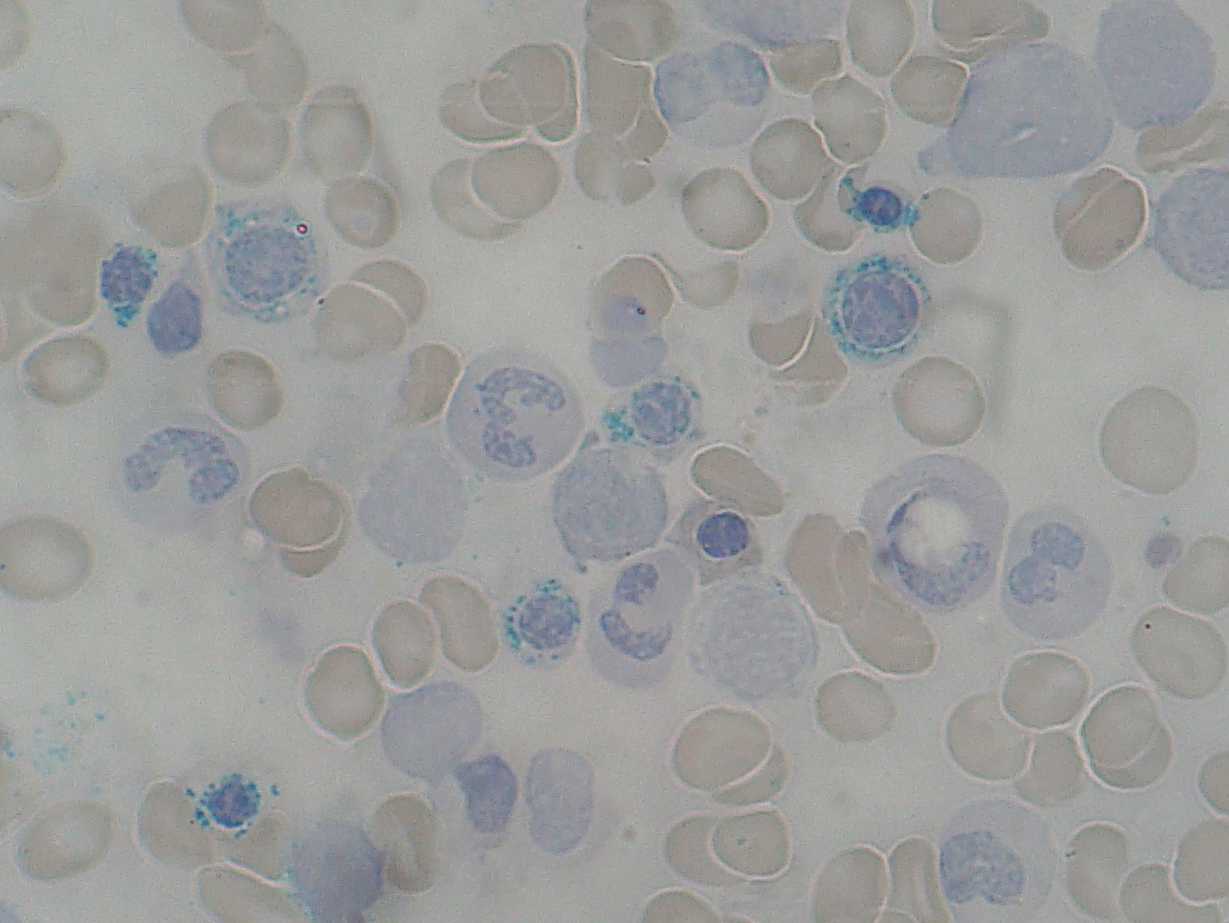
Aspirado de medula óssea de uma anemia sideroblástica.

Deve-se suspeitar de anemia sideroblástica em pacientes com:
- Sintomas de anemia moderada ou severa,
- Níveis de saturação sérica de ferro elevados,
- Nível de transferrina aumentada,
- Hematócrito entre 20 e 30%,
- Fatores de risco: síndromes malabsortivas, alcoolismo, histórico familiar de anemias, doenças da medula óssea, inflamações crônicas, exposição ocupacional a chumbo ou zinco, ...

Visualizar sideroblastos em anel em um aspirado de medula óssea tingido com azul da prússia define o diagnóstico dessa doença. O volume corpuscular médio (MCV) é dimórfico, geralmente com células normais e diminuídas quando a causa é congênita e normal e aumentado quando a causa é adquirida. A cor dos glóbulos vermelhos é normal ou hipocrômica.

## Epidemiologia
As formas hereditárias geralmente são diagnosticáveis antes dos 30 anos e mais comuns em homens. Já as adquiridas são mais comuns em idosos e afetam ambos sexos com a mesma frequência.

## Tratamento
Em alguns pacientes, particularmente com o tipo hereditário, há resposta ao tratamento com piridoxina(vitamina B6). É possível ocorrer deficiências de folato, podendo ser tentado o tratamento com ácido fólico. Em muitos casos graves, no entanto, as transfusões repetidas de sangue são o único meio para manter uma concentração satisfatórias de hemoglobina, e a sobrecarga transfusional de ferro torna-se um problema importante, exigindo quelação a cada 20-25 bolsas de sangue transfusionadas. O transplante de medula óssea pode ser considerado em casos graves.
A eritropoietina recombinante (EPO-R) e factor estimulante das colônias de granulócitos (GCSF) reduz os sintomas e pode aumentar a sobrevivência. eritropoetina, podem ser tentados na forma adquirida primária.
O uso de ciclosporina teve boa resposta terapêutica em 62% dos pacientes com síndrome mielodisplásica.